# Vanessa Johansson
Vanessa Johansson (født 12. januar 1980 i New York) er en amerikansk skuespillerinde.
Hun spiller hovedrollen i den amerikanske spændingsfilm Shark in Venice og har medvirket i zombiefilmen Day of the Dead.

## Biografi
Vanessa Johansson er søster til Scarlett Johansson. Deres far, Karsten Johansson, blev født i Danmark og deres farfar, Ejner Johansson, var kunsthistoriker, manuskriptforfatter og instruktør. Vanessas mor, Melanie Sloan, er en amerikansk producer.

## Filmografi
- Manny & Lo (1996)
- Shifted (2006)
- Terra (2007)
- Shark in Venice (2008)
- The Objective (2008)
- Day of the Dead (2008)
- Reservations (2008)
- Deal O'Neal (2010)